# Serghieni, Glodeni
Serghieni este un sat din cadrul comunei Cuhnești din raionul Glodeni, Republica Moldova.

## Demografie
Conform recensământului populației din 2004, satul Serghieni avea 36 de locuitori: 35 de moldoveni/români și 1 ucrainean.